# Palazzo reale di Tonga
Il palazzo reale di Tonga (in tongano: Palasi) è la residenza ufficiale del re di Tonga.
L'edificio si trova nel nord-ovest della capitale di Tonga, la città di Nukuʻalofa, vicino all'Oceano Pacifico. Il palazzo in legno fu costruito nel 1867 per essere la residenza ufficiale del re di Tonga. Anche se il palazzo non è aperto al pubblico, è facilmente visibile dal lungomare.

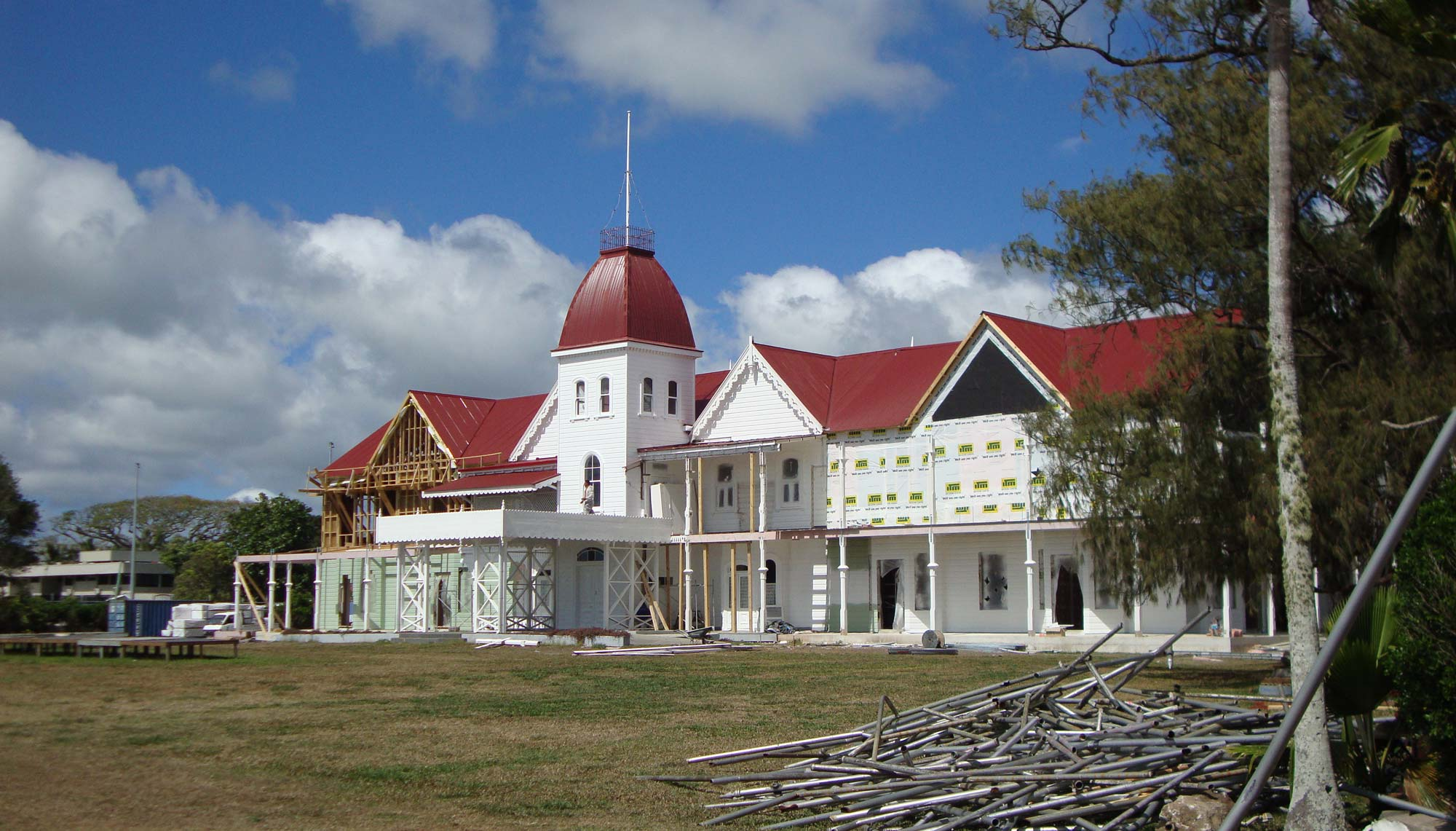
I lavori di ampliamento del 2010

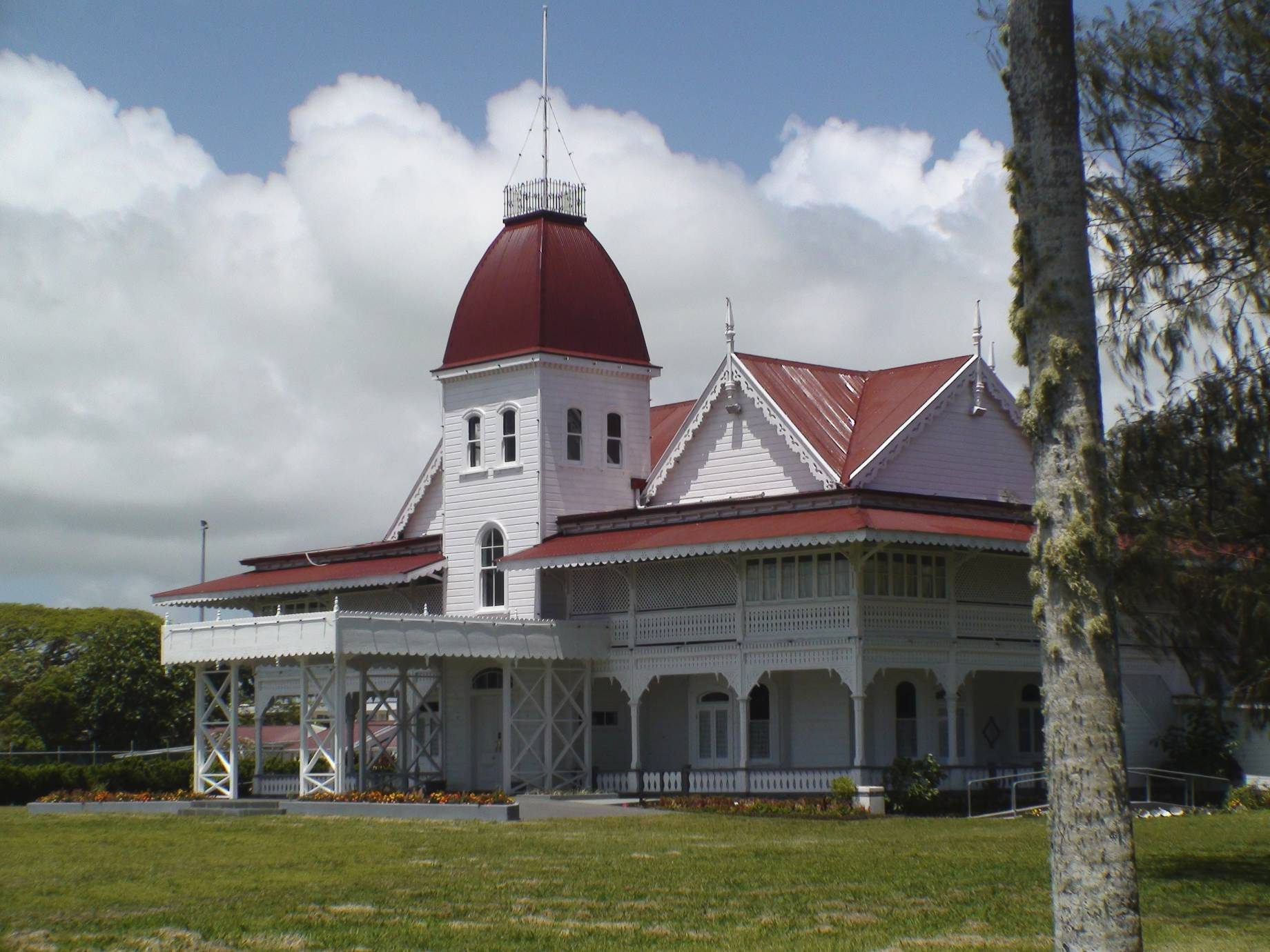
Il palazzo prima dell'ampliamento avvenuto nel 2010

Nel 2010 sono stati effettuati importanti ristrutturazioni: si è fatta una nuova recinzione e nuove ali sono state aggiunte per ospitare l'Archivio nazionale da una parte e gli uffici comunali dall'altra.